# Ярема Богдан Романович
Богда́н Рома́нович Яре́ма — молодший сержант Державної прикордонної служби України.
У часі війни служив техніком-водієм, Центральний вузол зв'язку ДПСУ — військова частина 2428.

## Нагороди
2 серпня 2014 року — за особисту мужність і героїзм, виявлені у захисті державного суверенітету та територіальної цілісності України, вірність військовій присязі під час російсько-української війни, відзначений — нагороджений орденом «За мужність» III ступеня.